# Padang Lay
Padang Lay is een bestuurslaag in het regentschap Ogan Komering Ulu Selatan van de provincie Zuid-Sumatra, Indonesië. Padang Lay telt 1043 inwoners (volkstelling 2010).